# Mory-Montcrux
Mory-Montcrux är en kommun i departementet Oise i regionen Hauts-de-France i norra Frankrike. Kommunen ligger i kantonen Breteuil som tillhör arrondissementet Clermont. År 2022 hade Mory-Montcrux 80 invånare.

## Befolkningsutveckling
Antalet invånare i kommunen Mory-Montcrux
| Referens: INSEE |